# Git
Git este un sistem version control care rulează pe majoritatea platformelor, inclusiv Linux, POSIX, Windows și OS X. Ca și Mercurial, Git este un sistem distribuit și nu întreține o bază de date comună. Este folosit în echipe de dezvoltare mari, în care membrii echipei acționează oarecum independent și sunt răspândiți pe o arie geografică mare.
Git este dezvoltat și întreținut de Junio Hamano, fiind publicat sub licență GPL și este considerat software liber.
Dintre proiectele majore care folosesc Git amintim Amarok, Android, Arch Linux, Btrfs, Debian, DragonFly BSD, Eclipse, Fedora, FFmpeg , GIMP, GNOME, GTK+, Hurd, Linux kernel, Linux Mint, openSUSE, Perl, phpBB, Qt, rsync, Ruby on Rails, Samba.

## Istorie
Dezvoltarea Git a început după ce mai mulți developeri ai nucleului Linux au ales să renunțe la sistemul de revision control proprietar BitKeeper. Posibilitatea de a utiliza BitKeeper gratuit a fost retrasă după ce titularul drepturilor de autor a afirmat că Andrew Tridgell a încălcat licența BitKeeper prin acțiunile sale de inginerie inversă. La conferința Linux.Conf.Au 2005, Tridgell a demonstrat în timpul discursului său că procesul de inginerie inversă pe care l-a folosit a fost pur și simplu o sesiune telnet pe portul corespunzător al serverului BitKeeper și rularea comenzii help pe server.
Tot în această perioadă, și tot cu scopul de a înlocui BitKeeper, a fost creat sistemul Mercurial.
Torvalds dorea un sistem distribuit pe care să-l folosească cum folosea BitKeeper, dar niciunul din sistemele libere disponibile nu îi satisfăcea necesitățile. El a dat ca exemplu faptul că un sistem de management al controlului surselor are nevoie de 30 de secunde ca să aplice un patch și să actualizeze toate metadatele asociate, și a făcut observația că așa ceva nu poate scala la nevoile de dezvoltare ale comunității kernelului Linux, unde sincronizarea cu ceilalți dezvoltatori poate necesita 250 de astfel de acțiuni simultan. Ca criteriu de design, el a specificat că aplicarea de patch trebuie să nu dureze mai mult de trei secunde, precum și alte trei obiective:
- Se ia Concurrent Versions System (CVS) ca exemplu de cum să nu; în caz de nesiguranță, se va lua decizia exact opusă celei luate de echipa CVS..[30]
- Să suporte un workflow distribuit, similar lui BitKeeper.[30]
- Să includă elemente de siguranță foarte puternice împotriva coruperii datelor, fie accidentală, fie prin acțiuni malițioase.[31]

Aceste criterii au eliminat toate sistemele de control al versiunilor utilizate la acea dată, astfel că, imediat după release-ul variantei de dezvoltare 2.6.12-rc2 a kernelului Linux, Torvalds s-a apucat să scrie el unul.
Dezvoltarea noului sistem a fost începută de Linus Torvalds în 3 aprilie 2005 pentru a fi anunțat câteva zile mai târziu (aprilie 6) pe lista de email a proiectului Linux kernel. O zi mai târziu, noul sistem a început să fie folosit pentru dezvoltarea actuală de cod pentru proiectul Git. Primele operații merge a avut loc pe data de 18 aprilie. În data de 16 iunie, versiunea 2.6.12 Linux kernel a fost pusă în Git care continuă și în ziua de azi să fie sistemul revision control folosit de proiectul Linux kernel.

### Denumirea
Torvalds a glumit sarcastic despre numele git (care înseamnă „persoană neplăcută” în argoul englezei britanice): „sunt un nesuferit egoist, și botez toate proiectele mele după mine însumi. Mai întâi 'Linux', acum 'git'.” Pagina de manual descrie Git ca „tracker stupid de conținut”.
Fișierul read-me al codului sursă detaliază:
„git” poate însemna orice, în funcție de dispoziția de moment.
- Combinație aleatoare de trei litere care este pronunțabilă și nefolosită de nicio altă comandă UNIX. Faptul că este o scriere greșită a lui „get” poate sau nu să fie relevant.
- Stupid. Mizerabil și demn de dispreț. Simplu. Alegeți ce vreți din dicționarul de argou.
- „Global information tracker”: dacă ești într-o dispoziție bună, și dacă îți convine. Îngerii cântă, și camera este umplută brusc de lumină.
- „Goddamn idiotic truckload of sh*t”: când se strică.

Codul sursă al lui Git denumește programul „the information manager from hell”.